# Şahinkaya (Gökçeada)
Şahinkaya („Bussardfelsen“) ist ein Dorf auf der türkischen Insel Gökçeada / Imvros im Ägäischen Meer. Es liegt im Landesinnern im Gebirge nahe dem Dorf Dereköy / Schinúdi an der Hauptstraße der Insel, 16 Kilometer von  Gökçeada entfernt. Südlich des Dorfes liegt der Strand Laz Koy, der ein beliebtes Ausflugsziel der Inselbevölkerung ist.
Nachdem das Dorf Şahinkaya im Bezirk Çaykara in der Provinz Trabzon von einem Erdrutsch betroffen wurde, ließen sich 312 Personen auf der Insel nieder und gründeten 1973 das Dorf Şahinkaya. Das Dorf hat außer einer Moschee keine Infrastruktur, weshalb es auch als Schlaf- und Gartendorf bezeichnet wird. Für Einkäufe gehen die Leute in die Stadt Gökçeada. Viele Junge verlassen das Dorf und gehen in die Provinzhauptstadt Çanakkale. In den Gärten wird Gemüse angepflanzt, ansonsten spielt Tierzucht eine wichtige Einnahmequelle. Ein kleiner Stausee südlich des Dorfes dient der Bewässerung der landwirtschaftlich genutzten Flächen.